# Аляев, Артём Алексеевич
Артём Алексеевич Аляев (род. 17 января 1995 года) — российский хоккеист, защитник.
Воспитанник нижегородского хоккея. В составе ХК «Чайка» за 4 сезона провёл 137 игр в МХЛ. В составе ХК «Саров» за 2 сезона провёл 34 игры в ВХЛ.
В сезоне 2014/15 в составе ХК «Торпедо» 27 раз выходил на лёд. В следующем сезоне провёл 59 игр, набрав 11+16 очков по системе «гол+пас». Был удостоен приза Алексея Черепанова, вручаемого ежегодно лучшему новичку сезона.
В июле 2021 года подписал контракт на 2 сезона с ХК «Амур». 1 мая 2023 года заключил двухлетний контракт с «Сочи».